# أدريان فرانتز
أدريان فرانتز (بالإنجليزية: Adrienne Frantz)‏ هي كاتبة غنائية ومغنية وممثلة أمريكية، ولدت في 7 يونيو 1978 بماونت كليمنس في الولايات المتحدة.

## أعمال

### أفلام
- (1999) سبيدواي جانكي

## وصلات خارجية
- أدريان فرانتز على موقع IMDb (الإنجليزية)
- أدريان فرانتز على موقع ألو سيني (الفرنسية)
- أدريان فرانتز على موقع أول موفي (الإنجليزية)
- أدريان فرانتز على موقع إن إن دي بي (الإنجليزية)
- أدريان فرانتز على موقع أول ميوزيك (الإنجليزية)
- أدريان فرانتز على موقع قاعدة بيانات الفيلم (الإنجليزية)
- أدريان فرانتز على موقع كينوبويسك (الروسية)